# Еђи (Перуђа)
Еђи је насеље у Италији у округу Перуђа, региону Умбрија.
Према процени из 2011. у насељу је живело 484 становника. Насеље се налази на надморској висини од 341 м.